# Quintus Appuleius Pansa
Quintus Appuleius Pansa est un homme politique de la République romaine, consul en 300 av. J.-C.

## Famille
Il appartient à la gens plébéienne Appuleia. il est le premier membre de sa famille à atteindre le consulat.

## Biographie
Pansa devient consul en 300 av. J.-C. avec Marcus Valerius Corvus pour collègue,. Durant son consulat, il mène une première campagne contre la ville de Nequinum, près de l'actuelle Narni, en Ombrie. Il assiège la ville mais ne s'en empare pas. Les consuls de l'année suivante Marcus Fulvius Paetinus et Titus Manlius Torquatus poursuivent les opérations militaires en Ombrie. Paetinus reprend la direction du siège et finit par s'emparer de Nequinum. Il célèbre un triomphe à son retour à Rome.